# Abierto de Australia 2013
El Abierto de Australia 2013 (o Australian Open) fue un torneo de tenis que se disputó sobre superficie dura en el Melbourne Park situado en Melbourne, Australia, entre el 14 y el 27 de enero de 2013. Esta fue la 101.ª edición del Abierto de Australia y el primer torneo de Grand Slam del año 2013.

## Puntos y premios

### Distribución de puntos
A continuación se muestran una serie de tablas con los datos de los puntos en el ranking que se ganan en cada ronda:

#### Puntos Sénior
| Evento               | Campeón | Finalista | Semifinales | Cuartos de final | Ronda de 16 | Ronda de 32 | Ronda de 64 | Ronda de 128 | Q  | Q3 | Q2 | Q1 |
| Individual masculino | 2000    | 1200      | 720         | 360              | 180         | 90          | 45          | 10           | 25 | 16 | 8  | 0  |
| Dobles masculinos    | 2000    | 1200      | 720         | 360              | 180         | 90          | 0           | —            | —  | —  | —  | —  |
| Individual femenino  | 2000    | 1400      | 900         | 500              | 280         | 160         | 100         | 5            | 60 | 50 | 40 | 2  |
| Dobles femeninos     | 2000    | 1400      | 900         | 500              | 280         | 160         | 5           | —            | —  | —  | —  | —  |

#### Puntos Júnior
| Evento               | Campeón | Finalista | Semifinales | Cuartos de final | Ronda de 16 | Ronda de 32 | Q  | Q3 |
| Individual masculino | 250     | 180       | 120         | 80               | 50          | 30          | 25 | 20 |
| Individual femenino  | 250     | 180       | 120         | 80               | 50          | 30          | 25 | 20 |
| Dobles masculino     | 180     | 120       | 80          | 50               | 30          | —           | —  | —  |
| Dobles femenino      | 180     | 120       | 80          | 50               | 30          | —           | —  | —  |

### Premios en dinero
| Evento         | Campeón    | Finalista  | Semifinales | Cuartos de final | Ronda de 16 | Ronda de 32 | Ronda de 64 | Ronda de 128 | Q3      | Q2     | Q1     |
| Individuales   | $2,430,000 | $1,215,000 | $500,000    | $250,000         | $125,000    | $71,000     | $45,500     | $27,600      | $13,120 | $6,560 | $3,280 |
| Dobles *       | $475,000   | $237,500   | $118,750    | $60,000          | $33,500     | $19,500     | $12,500     | —            | —       | —      | —      |
| Dobles Mixto * | $135,500   | $67,500    | $33,900     | $15,500          | $7,800      | $3,800      | —           | —            | —       | —      | —      |

* por equipo

## Actuaciones de los jugadores en el torneo
Individuales masculinos
| Campeón                        | Campeón                | Finalista                  | Finalista                |
| ------------------------------ | ---------------------- | -------------------------- | ------------------------ |
| Novak Djokovic [1]             | Novak Djokovic [1]     | Andy Murray [3]            | Andy Murray [3]          |
| Semifinalistas                 |                        |                            |                          |
| David Ferrer [4]               | David Ferrer [4]       | Roger Federer [2]          | Roger Federer [2]        |
| Cuartofinalistas               |                        |                            |                          |
| Tomáš Berdych [5]              | Nicolás Almagro [10]   | Jérémy Chardy              | Jo-Wilfried Tsonga [7]   |
| Eliminados en la cuarta ronda  |                        |                            |                          |
| Stanislas Wawrinka [15]        | Kevin Anderson         | Kei Nishikori [16]         | Janko Tipsarević [8]     |
| Andreas Seppi [21]             | Gilles Simon [14]      | Richard Gasquet [9]        | Milos Raonic [13]        |
| Eliminados en la tercera ronda |                        |                            |                          |
| Radek Štěpánek [31]            | Sam Querrey [20]       | Fernando Verdasco [22]     | Jürgen Melzer [26]       |
| Marcos Baghdatis [28]          | Yevgueni Donskoi       | Jerzy Janowicz [24]        | Julien Benneteau [32]    |
| Juan Martín del Potro [6]      | Marin Čilić [12]       | Gaël Monfils               | Ričardas Berankis (Q)    |
| Blaž Kavčič                    | Ivan Dodig             | Philipp Kohlschreiber [17] | Bernard Tomic            |
| Eliminados en la segunda ronda |                        |                            |                          |
| Ryan Harrison                  | Feliciano López        | Brian Baker                | Tobias Kamke             |
| Andrey Kuznetsov               | Xavier Malisse         | Roberto Bautista-Agut      | Guillaume Rufin          |
| Tim Smyczek (LL)               | Tatsuma Ito            | Mijaíl Yuzhny [23]         | Carlos Berlocq           |
| Daniel Gimeno-Traver           | Somdev Devvarman (PR)  | Édouard Roger-Vasselin     | Lukáš Lacko              |
| Benjamin Becker                | Marcel Granollers [30] | Denis Istomin              | Rajeev Ram (Q)           |
| Jesse Levine                   | Lu Yen-hsun            | Florian Mayer [25]         | João Sousa               |
| Go Soeda                       | James Duckworth (WC)   | Jarkko Nieminen            | Alejandro Falla          |
| Lukáš Rosol                    | Amir Weintraub (Q)     | Daniel Brands (Q)          | Nikolai Davydenko        |
| Eliminados en la primera ronda |                        |                            |                          |
| Paul-Henri Mathieu             | Santiago Giraldo       | Arnau Brugués-Davi (Q)     | Viktor Troicki           |
| Daniel Muñoz de la Nava (Q)    | Alex Bogomolov, Jr.    | Flavio Cipolla             | Cedrik-Marcel Stebe (Q)  |
| Juan Mónaco [11]               | Paolo Lorenzi          | Pablo Andújar              | David Goffin             |
| Mijaíl Kukushkin               | Fabio Fognini          | Julian Reister (Q)         | Michael Russell          |
| Olivier Rochus                 | Ivo Karlović           | John Millman (WC)          | Albert Ramos             |
| Matthew Ebden                  | Adrian Ungur           | Maxime Authom (Q)          | Victor Hănescu           |
| Steve Johnson (Q)              | Łukasz Kubot           | Björn Phau                 | Simone Bolelli           |
| Grigor Dimitrov                | Ruben Bemelmans (Q)    | Gilles Müller              | Lleyton Hewitt           |
| Adrian Mannarino (Q)           | Aljaž Bedene           | Adrián Menéndez (Q)        | Grega Žemlja             |
| Horacio Zeballos               | Igor Sijsling          | Guillermo García-López     | Marinko Matosevic        |
| Filippo Volandri               | Tommy Robredo (PR)     | Rubén Ramírez Hidalgo      | Alexandr Dolgopolov [18] |
| Rhyne Williams (WC)            | Sergiy Stakhovsky      | John-Patrick Smith (WC)    | Robin Haase              |
| Michaël Llodra                 | Luke Saville (WC)      | Benjamin Mitchell (WC)     | Thomaz Bellucci [29]     |
| Tommy Haas [19]                | Wu Di (WC)             | Josselin Ouanna (WC)       | Albert Montañés          |
| Jan Hájek                      | Jamie Baker (Q)        | Guido Pella                | Steve Darcis             |
| Martin Kližan [27]             | Leonardo Mayer         | Dudi Sela (Q)              | Benoît Paire             |

Individuales femeninos
| Campeona                       | Campeona                | Finalista               | Finalista                      |
| ------------------------------ | ----------------------- | ----------------------- | ------------------------------ |
| Victoria Azarenka [1]          | Victoria Azarenka [1]   | Li Na [6]               | Li Na [6]                      |
| Semifinalistas                 |                         |                         |                                |
| Sloane Stephens [29]           | Sloane Stephens [29]    | María Sharápova [2]     | María Sharápova [2]            |
| Cuartofinalistas               |                         |                         |                                |
| Svetlana Kuznetsova            | Serena Williams [3]     | Agnieszka Radwańska [4] | Yekaterina Makarova [19]       |
| Eliminadas en la cuarta ronda  |                         |                         |                                |
| Yelena Vesnina                 | Caroline Wozniacki [10] | Maria Kirilenko [14]    | Bojana Jovanovski              |
| Julia Görges [18]              | Ana Ivanovic [13]       | Angelique Kerber [5]    | Kirsten Flipkens               |
| Eliminadas en la tercera ronda |                         |                         |                                |
| Jamie Hampton                  | Roberta Vinci [16]      | Lesia Tsurenko (Q)      | Carla Suárez Navarro           |
| Ayumi Morita                   | Yanina Wickmayer [20]   | Kimiko Date-Krumm       | Laura Robson                   |
| Sorana Cîrstea [27]            | Zheng Jie               | Jelena Janković [22]    | Heather Watson                 |
| Madison Keys (WC)              | Marion Bartoli [11]     | Valeria Savinykh (Q)    | Venus Williams [25]            |
| Eliminadas en la segunda ronda |                         |                         |                                |
| Eleni Daniilidou               | Luksika Kumkhum (Q)     | Varvara Lepchenko [21]  | Akgul Amanmuradova (Q)         |
| Donna Vekić                    | Daria Gavrilova (Q)     | Hsieh Su-wei [26]       | Yulia Putintseva (Q)           |
| Garbiñe Muguruza               | Annika Beck             | Jana Čepelová           | Peng Shuai                     |
| Shahar Pe'er                   | Lucie Šafářová [17]     | Kristina Mladenovic     | Petra Kvitová [8]              |
| Olga Govortsova                | Kristýna Plíšková       | Romina Oprandi          | Samantha Stosur [9]            |
| Chan Yung-jan (Q)              | Maria João Koehler (Q)  | Ksenia Pervak           | Irina-Camelia Begu             |
| Lucie Hradecká                 | Tamira Paszek [30]      | Stéphanie Foretz Gacon  | Vesna Dolonc (Q)               |
| Dominika Cibulková [15]        | Klára Zakopalová [23]   | Alizé Cornet            | Misaki Doi                     |
| Eliminadas en la primera ronda |                         |                         |                                |
| Monica Niculescu               | Karolína Plíšková       | Sofia Arvidsson         | Urszula Radwańska [31]         |
| Polona Hercog                  | Caroline Garcia (WC)    | Mathilde Johansson      | Silvia Soler Espinosa          |
| Sabine Lisicki                 | Andrea Hlaváčková       | Lauren Davis            | Anastasiya Pavliuchenkova [24] |
| Lara Arruabarrena Vecino       | Lourdes Domínguez Lino  | Christina McHale        | Sara Errani [7]                |
| Edina Gallovits-Hall           | Magdalena Rybáriková    | Anna Tatishvili         | Yaroslava Shvedova [28]        |
| Jarmila Gajdošová (WC)         | Gréta Arn (Q)           | Rebecca Marino (PR)     | Vania King                     |
| Nadia Petrova [12]             | Alexandra Panova        | María Teresa Torró Flor | Mirjana Lučić-Baroni           |
| Simona Halep                   | Timea Babos             | Melanie Oudin           | Francesca Schiavone            |
| Sesil Karatantcheva            | Pauline Parmentier      | Sacha Jones (WC)        | Coco Vandeweghe                |
| Vera Dushevina                 | Tsvetana Pironkova      | Zhang Yuxuan (WC)       | Chang Kai-chen                 |
| Melinda Czink                  | Daniela Hantuchová      | Karin Knapp (Q)         | Johanna Larsson                |
| Mona Barthel [32]              | Alexandra Cadanțu       | Arantxa Rus             | Bojana Bobusic (WC)            |
| Elina Svitolina                | Kiki Bertens            | Casey Dellacqua         | Stefanie Vögele                |
| Michelle Larcher de Brito (Q)  | Camila Giorgi           | Olivia Rogowska (WC)    | Anabel Medina Garrigues        |
| Ashleigh Barty (WC)            | Mandy Minella           | Nina Bratchikova        | Chanelle Scheepers             |
| Galina Voskoboeva              | Marina Erakovic         | Petra Martić            | Olga Puchkova                  |

## Resumen del torneo día a día
- Asistencia Total: 684.457[1]

### Día 1 (14 de enero)
En el cuadro individual masculino, en la jornada inaugural inició su defensa por el Campeonato el Serbio y n.° 1 del mundo, Novak Djokovic venciendo al francés Paul-Henri Mathieu. En cuanto al resto de cabezas de serie, el n.° 4 David Ferrer pasó de ronda a la derrotar al belga Olivier Rochus y el n.° 5 Tomáš Berdych venció a Michael Russell. El cuarto finalista del año pasado, Kei Nishikori también pasó de ronda al vencer al rumano Victor Hănescu. El exfinalista del Torneo Marcos Baghdatis luchó para vencer al español Albert Ramos ganando en cinco sets; otro preclasificado, Fernando Verdasco que fue semifinalista tuvo que exigirse hasta sus límites, ganando en 5 sets sobre el joven belga David Goffin. Todos los demás cabezas de serie avanzaron de ronda excepto el n.° 11 Juan Mónaco que perdió ante Andrey Kuznetsov después de sufrir una lesión en la espalda. Los australianos no tuvieron un buen día, con derrotas para los tres que saltaron a las pistas. El primero fue Matthew Ebden cayendo ante el cabeza de serie n.° 23, Mijaíl Yuzhny tras ir ganando 2 sets arriba. El mismo camino siguió su compatriota e invitado John Millman, el cual también cayó en 5 sets ante Tatsuma Ito. En el último partido masculino del día, el cabeza de serie n.° 8 Janko Tipsarević venció en tres sets muy ajustados al ex- n.° 1 del mundo y jugador local Lleyton Hewitt.
En el cuadro individual femenino, la n.° 2 del mundo, campeona del 2008 y finalista del año pasado María Sharápova derrotó a su compatriota Olga Puchkova en 55 minutos. La cabeza de serie n.° 4 Agnieszka Radwańska batalló para vencer a la invitada australiana Bojana Bobusic, de modo que alcanzó su récord de victorias en el año a 10–0, todas en sets corridos. Otras australianas vencidas fueron Ashleigh Barty perdiendo ante la n.° 15 Dominika Cibulková, Casey Dellacqua, que perdió ante Madison Keys, Sacha Jones, que cayó ante Kristýna Plíšková, y Olivia Rogowska que perdió ante Vesna Dolonc. La única australiana que ganó en el día fue la cabeza de serie n.° 9 Samantha Stosur finalizando su racha de 6 partidos perdidos en Australia ante Chang Kai-chen. Venus Williams pasó a la siguiente ronda derrotando en su partido de Primera ronda a la kazaja Galina Voskoboeva. Li Na, la finalista del 2011 y cabeza de serie n.° 6 venció a la kazaja Sesil Karatantcheva. La cabeza de serie n.º 11 Marion Bartoli requirió de una hora y cuarenta minutos para derrotar a su oponente Anabel Medina Garrigues. La única Preclasificada que cayó fue la n.° 32 Mona Barthel perdiendo ante Ksenia Pervak.
- Asistencia en el Día 1: 61,955[18]
- Preclasificados eliminados
  - Individuales masculinos:  Juan Mónaco [11]
  - Individuales femeninos:  Mona Barthel [32]
- Orden de Juego

| Partidos en las canchas principales                                                                 | Partidos en las canchas principales | Partidos en las canchas principales | Partidos en las canchas principales |
| Partidos en la Rod Laver Arena                                                                      | Partidos en la Rod Laver Arena      | Partidos en la Rod Laver Arena      | Partidos en la Rod Laver Arena      |
| Ronda                                                                                               | Ganadores                           | Perdedores                          | Resultado                           |
| --------------------------------------------------------------------------------------------------- | ----------------------------------- | ----------------------------------- | ----------------------------------- |
| Individual Femenino - Primera Ronda                                                                 | María Sharápova [2]                 | Olga Puchkova                       | 6–0, 6–0                            |
| Individual Femenino - Primera Ronda                                                                 | Samantha Stosur [9]                 | Chang Kai-chen                      | 7–6(7–3), 6–3                       |
| Individual Masculino - Primera Ronda                                                                | Novak Djokovic [1]                  | Paul-Henri Mathieu                  | 6–2, 6–4, 7–5                       |
| Individual Masculino - Primera Ronda                                                                | Janko Tipsarević [8]                | Lleyton Hewitt                      | 7–6(7–4), 7–5, 6–3                  |
| Individual Femenino - Primera Ronda                                                                 | Ana Ivanovic [13]                   | Melinda Czink                       | 6–2, 6–1                            |
| Partidos en la Hisense Arena                                                                        |                                     |                                     |                                     |
| Ronda                                                                                               | Ganadores                           | Perdedores                          | Resultado                           |
| Individual Femenino - Primera Ronda                                                                 | Venus Williams [25]                 | Galina Voskoboeva                   | 6–1, 6–0                            |
| Individual Masculino - Primera Ronda                                                                | Fernando Verdasco [22]              | David Goffin                        | 6–3, 3–6, 4–6, 6–3, 6–4             |
| Individual Femenino - Primera Ronda                                                                 | Dominika Cibulková [15]             | Ashleigh Barty [WC]                 | 3–6, 6–0, 6–1                       |
| Individual Masculino - Primera Ronda                                                                | David Ferrer [4]                    | Olivier Rochus                      | 6–3, 6–4, 6–2                       |
| Partidos en la Margaret Court Arena                                                                 |                                     |                                     |                                     |
| Ronda                                                                                               | Ganadores                           | Perdedores                          | Resultado                           |
| Individual Femenino - Primera Ronda                                                                 | Li Na [6]                           | Sesil Karatantcheva                 | 6–1, 6–3                            |
| Individual Femenino - Primera Ronda                                                                 | Agnieszka Radwańska [4]             | Bojana Bobusic [WC]                 | 7–5, 6–0                            |
| Individual Masculino - Primera Ronda                                                                | Mijaíl Yuzhny [23]                  | Matthew Ebden                       | 4–6, 6–7(0–7), 6–2, 7–6(7–4), 6–3   |
| Individual Femenino - Primera Ronda                                                                 | Madison Keys [WC]                   | Casey Dellacqua                     | 6–4, 7–6(7–0)                       |
| Individual Masculino - Primera Ronda                                                                | Marcos Baghdatis [28]               | Albert Ramos                        | 6–7(0–7), 7–6(7–4), 6–4, 3–6, 6–3   |
| Fondo de color indica un partido nocturno                                                           |                                     |                                     |                                     |
| Los partidos empiezan a las 11:00 a. m., los partidos nocturnos no empiezan antes de las 7:00 p. m. |                                     |                                     |                                     |

### Día 2 (15 de enero)
En el cuadro individual masculino, el n.° 3 del mundo y campeón del Abierto de los Estados Unidos Andy Murray inició su participación derrotando a Robin Haase. El n.° 2 del mundo y campeón de Wimbledon Roger Federer sacó de competición a Benoît Paire. Otros sembrados, el n.° 7, Jo-Wilfried Tsonga y el n.° 6 Juan Martín del Potro, también vencieron en sus compromisos a los franceses Michaël Llodra y Adrian Mannarino, respectivamente. Otros Preclasificados que también avanzarón fueron el n.° 9 Richard Gasquet ganándole a Albert Montañés, el n.° 12 Marin Čilić derrotando a Marinko Matosevic, y el n.° 13 Milos Raonic venciendo a Jan Hájek. Los australianos Luke Saville and John-Patrick Smith cayeron derrotados ante Go Soeda y João Sousa. En la batalla entre invitados australianos James Duckworth venció a su compatriota Ben Mitchell. La esperanza australiana Bernard Tomic tuvo trabajo para derrotar a Leonardo Mayer. Muchos Preclasificados cayeron ese día; el n.° 18 Alexandr Dolgopolov perdió ante Gaël Monfils, y se le unió el n.° 19 Tommy Haas, el n.° 27 Martin Kližan, y el n.° 29 Thomaz Bellucci.
En el cuadro femenino de individuales, inició su defensa del título la n.° 1 del mundo, la bielorrusa Victoria Azarenka, logrando una victoria sobre la rumana Monica Niculescu. Serena Williams continuó su buena racha con una victoria sobre Edina Gallovits-Hall, tras retorcerse un tobillo en el quinto juego del encuentro, en el primer set. La n.° 8 del mundo Petra Kvitová batalló para eliminar a la italiana Francesca Schiavone. La n.° 10 y ex- n.° 1 del mundo Caroline Wozniacki también necesitó de 3 sets para dejar fuera de competición a Sabine Lisicki ganando 6 games consecutivos en el tercer set, después de estar abajo 3-0 en games. Otras preclasificadas como Maria Kirilenko y Sloane Stephens avanzaron al vencer a Vania King y Simona Halep respectivamente. La n.° 20 Yanina Wickmayer acabó con las esperanzas de la australiana Jarmila Gajdošová. La gran sorpresa del día fue la eliminación de la n.° 7 y cuartofinalista del año anterior Sara Errani cayendo ante la española Carla Suárez Navarro. Otra sorpresa la dio Kimiko Date-Krumm convirtiéndose en la mujer más madura en ganar un partido en el Abierto de Australia desde la Era Abierta, derrotando a la n.° 12 Nadia Petrova. También cayó la n.° 24 y finalista en Brisbane de este año Anastasiya Pavliuchenkova ante Lesia Tsurenko, la n.° 28 Yaroslava Shvedova perdió ante Annika Beck, y la n.° 31 Urszula Radwańska ante Jamie Hampton.
- Asistencia en el Día 2: 68,055[40]
- Preclasificados eliminados
  - Individuales masculinos: Alexandr Dolgopolov [18],  Tommy Haas [19],  Martin Kližan [27],  Thomaz Bellucci [29]
  - Individuales femeninos:  Sara Errani [7],  Nadia Petrova [12],  Anastasiya Pavliuchenkova [24],  Yaroslava Shvedova [28],  Urszula Radwanska [31]
- Orden de Juego

| Partidos en las canchas principales                                                                 | Partidos en las canchas principales | Partidos en las canchas principales | Partidos en las canchas principales |
| Partidos en la Rod Laver Arena                                                                      | Partidos en la Rod Laver Arena      | Partidos en la Rod Laver Arena      | Partidos en la Rod Laver Arena      |
| Ronda                                                                                               | Ganadores                           | Perdedores                          | Resultado                           |
| --------------------------------------------------------------------------------------------------- | ----------------------------------- | ----------------------------------- | ----------------------------------- |
| Individual masculino - primera ronda                                                                | Andy Murray [3]                     | Robin Haase                         | 6–3, 6–1, 6–3                       |
| Individual Femenino - Primera Ronda                                                                 | Victoria Azarenka [1]               | Monica Niculescu                    | 6–1, 6–4                            |
| Individual Masculino - Primera Ronda                                                                | Roger Federer [2]                   | Benoît Paire                        | 6–2, 6–4, 6–1                       |
| Individual Masculino - Primera Ronda                                                                | Bernard Tomic                       | Leonardo Mayer                      | 6–3, 6–2, 6–3                       |
| Individual Femenino - Primera Ronda                                                                 | Yanina Wickmayer [20]               | Jarmila Gajdošová [WC]              | 6–1, 7–5                            |
| Partidos en la Hisense Arena                                                                        |                                     |                                     |                                     |
| Ronda                                                                                               | Ganadores                           | Perdedores                          | Resultado                           |
| Individual Femenino - Primera Ronda                                                                 | Caroline Wozniacki [10]             | Sabine Lisicki                      | 2–6, 6–3, 6–3                       |
| Individual Femenino - Primera Ronda                                                                 | Serena Williams [3]                 | Edina Gallovits-Hall                | 6–0, 6–0                            |
| Individual Masculino - Primera Ronda                                                                | Jo-Wilfried Tsonga [7]              | Michaël Llodra                      | 6–4, 7–5, 6–2                       |
| Individual Masculino - Primera Ronda                                                                | Juan Martín del Potro [6]           | Adrian Mannarino [Q]                | 6–1, 6–2, 6–2                       |
| Partidos en la Margaret Court Arena                                                                 |                                     |                                     |                                     |
| Ronda                                                                                               | Ganadores                           | Perdedores                          | Resultado                           |
| Individual Femenino - Primera Ronda                                                                 | Carla Suárez Navarro                | Sara Errani [7]                     | 6–4, 6–4                            |
| Individual Femenino - Primera Ronda                                                                 | Petra Kvitová [8]                   | Francesca Schiavone                 | 6–4, 2–6, 6–2                       |
| Individual Femenino - Primera Ronda                                                                 | Sloane Stephens [29]                | Simona Halep                        | 6–1, 6–1                            |
| Individual Masculino - Primera Ronda                                                                | Marin Čilić [12]                    | Marinko Matosevic                   | 6–4, 7–5, 6–2                       |
| Individual Masculino - Primera Ronda                                                                | Gaël Monfils                        | Alexandr Dolgopolov [18]            | 6–7(7–9), 7–6(7–4), 6–3, 6–3        |
| Fondo de color indica un partido nocturno                                                           |                                     |                                     |                                     |
| Los partidos empiezan a las 11:00 a. m., Los partidos nocturnos no empiezan antes de las 7:00 p. m. |                                     |                                     |                                     |

### Día 3 (16 de enero)
En el cuadro individual masculino, fue el n.° 4 David Ferrer quien inició la jornada derrotando al perdedor afortunado Tim Smyczek. Se le unió en la tercera ronda el checo Tomáš Berdych, que venció a Guillaume Rufin. Dos preclasificados más avanzaron, el n.° 10 Nicolás Almagro derrotando a su compatriota Daniel Gimeno-Traver y el ex-semifinalista Fernando Verdasco que avanzó derrotando al belga Xavier Malisse. El japonés Kei Nishikori venció a Carlos Berlocq para avanzar a la Tercera ronda. En la batalla de los estadounidenses Sam Querrey enfrentaba a Brian Baker que terminó retirándose cuando iba al frente en el marcador. El chipriota Marcos Baghdatis vino de abajo para vencer al japonés Tatsuma Ito. El único preclasificado que fue derrotado fue el ruso Mijaíl Yuzhny, que perdió con su compatriota Yevgueni Donskoi. En el último partido del día, el bicampeón defensor Novak Djokovic barrió al joven Ryan Harrison.
En el cuadro individual femenino, Angelique Kerber fue la primera en avanzar a la tercera ronda al vencer a la checa Lucie Hradecká., uniéndosele a la finalista del último Wimbledon Agnieszka Radwańska que continúo con su racha de victorias en el año venciendo a Irina-Camelia Begu. Las serbias n.° 13 Ana Ivanovic y la n.° 22 Jelena Janković avanzaron al derrotar a Chan Yung-jan y Maria João Koehler respectivamente. Julia Görges también avanzó al dejar fuera del cuadro a Romina Oprandi La n.° 2 del mundo la rusa María Sharápova ganó 24 juegos seguidos con una victoria sobre Misaki Doi. Venus Williams también avanzó fácilmente al vencer a la francesa Alizé Cornet sin perder un set dónde se vería las caras con María Sharápova. Sin embargo, la esperanza Australina Samantha Stosur no tuvo suerte al caer derrotada ante la china Zheng Jie después de sacar para el partido cuando mandaba en el Tercer Set por 5–2. A Stosur se le unieron la finalista en Sídney Dominika Cibulkova, Klára Zakopalová y Tamira Paszek.
- Asistencia en el Día 3: 66,568[56]
- Preclasificados eliminados
  - Individuales masculinos: Mijaíl Yuzhny [23]
  - Individuales femeninos:  Samantha Stosur [9],  Dominika Cibulkova [15],  Klára Zakopalová [23],  Tamira Paszek [30]
  - Dobles masculinos:  Ivan Dodig /  Marcelo Melo [10],  Santiago González /  Scott Lipsky [13],  Julian Knowle /  Filip Polasek [14],  František Čermák /  Michal Mertiňák [15]
  - Dobles femeninos:  Bethanie Mattek-Sands /  Sania Mirza [10],  Vania King /  Yaroslava Shvedova [11]
- Orden de Juego

| Partidos en las canchas principales                                                                 | Partidos en las canchas principales | Partidos en las canchas principales | Partidos en las canchas principales |
| Partidos en la Rod Laver Arena                                                                      | Partidos en la Rod Laver Arena      | Partidos en la Rod Laver Arena      | Partidos en la Rod Laver Arena      |
| Ronda                                                                                               | Ganadores                           | Perdedores                          | Resultado                           |
| --------------------------------------------------------------------------------------------------- | ----------------------------------- | ----------------------------------- | ----------------------------------- |
| Individual femenino - segunda ronda                                                                 | Agnieszka Radwańska [4]             | Irina-Camelia Begu                  | 6–3, 6–3                            |
| Individual Masculino - Segunda Ronda                                                                | Tomáš Berdych [5]                   | Guillaume Rufin                     | 6–2, 6–2, 6–4                       |
| Individual Femenino - Segunda Ronda                                                                 | Zheng Jie                           | Samantha Stosur [9]                 | 6–4, 1–6, 7–5                       |
| Individual Femenino - Segunda Ronda                                                                 | Venus Williams [25]                 | Alizé Cornet                        | 6–3, 6–3                            |
| Individual Masculino - Segunda Ronda                                                                | Novak Djokovic [1]                  | Ryan Harrison                       | 6–1, 6–2, 6–3                       |
| Partidos en la Hisense Arena                                                                        |                                     |                                     |                                     |
| Ronda                                                                                               | Ganadores                           | Perdedores                          | Resultado                           |
| Individual Masculino - Segunda Ronda                                                                | Nicolás Almagro [10]                | Daniel Gimeno-Traver                | 6–4, 6–1, 6–2                       |
| Individual Femenino - Segunda Ronda                                                                 | Li Na [6]                           | Olga Govortsova                     | 6–2, 7–5                            |
| Individual Masculino - Segunda Ronda                                                                | Marcos Baghdatis [28]               | Tatsuma Ito                         | 3–6, 6–3, 6–2, 6–2                  |
| Individual Femenino - Segunda Ronda                                                                 | María Sharápova [2]                 | Misaki Doi                          | 6–0, 6–0                            |
| Partidos en la Margaret Court Arena                                                                 |                                     |                                     |                                     |
| Ronda                                                                                               | Ganadores                           | Perdedores                          | Resultado                           |
| Individual Femenino - Segunda Ronda                                                                 | Angelique Kerber [5]                | Lucie Hradecká                      | 6–3, 6–1                            |
| Individual Femenino - Segunda Ronda                                                                 | Julia Görges [18]                   | Romina Oprandi                      | 6–3, 6–2                            |
| Individual Masculino - Segunda Ronda                                                                | David Ferrer [4]                    | Tim Smyczek [LL]                    | 6–0, 7–5, 4–6, 6–3                  |
| Individual Femenino - Segunda Ronda                                                                 | Ana Ivanovic [13]                   | Chan Yung-jan [Q]                   | 7–5, 1–6, 6–4                       |
| Individual Masculino - Segunda Ronda                                                                | Fernando Verdasco [22]              | Xavier Malisse                      | 6–1, 6–3, 6–2                       |
| Fondo de color indica un partido nocturno                                                           |                                     |                                     |                                     |
| Los partidos empiezan a las 11:00 a. m., Los partidos nocturnos no empiezan antes de las 7:00 p. m. |                                     |                                     |                                     |

### Día 4 (17 de enero)
En el cuadro individual masculino, el día inició con la fácil victoria del británico Andy Murray sobre el portugués João Sousa. El francés Jo-Wilfried Tsonga venció al japonés Go Soeda en tres sets, mientras que su compatriota Richard Gasquet hizo lo propio con el colombiano Alejandro Falla. El gran sacador canadiense y n.° 13 Milos Raonic apabulló a Lukáš Rosol. Los australianos tuvieron resultados diversos; James Duckworth cayó ante Blaž Kavčič en un partido a 5 sets y Bernard Tomic logró ganarle en 4 sets al alemán Daniel Brands. El sexto preclasificado Juan Martín del Potro siguió con su paso arrollador al vencer a Benjamin Becker. El 17 veces campeón de Grand slam Roger Federer derrotó a un resurgido Nikolai Davydenko. Dos preclasificados cayeron en esta jornada, el n.° 25 Florian Mayer derrotado convincentemente por el lituano Ričardas Berankis, y el n.° 30 Marcel Granollers cayendo ante Jérémy Chardy. El francés Gaël Monfils sacó de competición a Lu Yen-hsun.
En el cuadro individual femenino, en esta jornada salió a la cancha la campeona defensora y n.° 1 del mundo Victoria Azarenka apabullando a la griega Eleni Daniilidou. La rusa y n.° 14 del mundo Maria Kirilenko también pasó de ronda al vencer a Peng Shuai. La norteamericana y tercera cabeza de serie n.° 3 Serena Williams se deshizo de la española Garbiñe Muguruza; sin embargo; Williams tuvo un incidente al golpearse la cara con su propia raqueta. Otra norteamericana, Sloane Stephens, también consiguió su camino a través de la tercera ronda con la victoria sobre su compatriota de 19 años de edad, Kristina Mladenovic. La ex- n.° 1 del mundo Caroline Wozniacki hizo lo propio al vencer a la joven de 16 años Donna Vekić. La japonesa Kimiko Date-Krumm de 42 años continuó con su paso victorioso al eliminar a Shahar Pe'er. En el Partido Final del día la n.° 8 del mundo cayó derrotada ante la joven británica Laura Robson en un partido marcado por las 30 dobles faltas cometidas por ambas jugadoras (18 de la checa y 12 de la británica). Otra cabeza de serie eliminada fue la n.° 17 Lucie Šafářová, la n.° 21 Varvara Lepchenko, y la n.° 26 Hsieh Su-wei todas ellas cayendo en sets corridos.
- Asistencia en el Día 4: 55,671[72]
- Preclasificados eliminados
  - Individuales masculinos:  Florian Mayer [25],  Marcel Granollers [30]
  - Individuales femeninos:  Petra Kvitová [8],  Lucie Safarova [17],  Varvara Lepchenko [21],  Hsieh Su-wei [26]
  - Dobles masculinos:  Leander Paes /  Radek Štěpánek [2],  Mariusz Fyrstenberg /  Marcin Matkowski [8]
  - Dobles femeninos:  Daniela Hantuchová /  Anabel Medina Garrigues [16]
- Orden de Juego

| Partidos en las canchas principales                                                                | Partidos en las canchas principales | Partidos en las canchas principales             | Partidos en las canchas principales |
| Partidos en la Rod Laver Arena                                                                     | Partidos en la Rod Laver Arena      | Partidos en la Rod Laver Arena                  | Partidos en la Rod Laver Arena      |
| Ronda                                                                                              | Ganadores                           | Perdedores                                      | Resultado                           |
| -------------------------------------------------------------------------------------------------- | ----------------------------------- | ----------------------------------------------- | ----------------------------------- |
| Individual femenino - Segunda ronda                                                                | Victoria Azarenka [1]               | Eleni Daniilidou                                | 6–1, 6–0                            |
| Individual Femenino - Segunda Ronda                                                                | Serena Williams [3]                 | Garbiñe Muguruza                                | 6–2, 6–0                            |
| Individual Masculino - Segunda Ronda                                                               | Bernard Tomic                       | Daniel Brands [Q]                               | 6–7(4–7), 7–5, 7–6(7–3), 7–6(10–8)  |
| Individual Masculino - Segunda Ronda                                                               | Roger Federer [2]                   | Nikolai Davydenko                               | 6–3, 6–4, 6–4                       |
| Individual Femenino - Segunda Ronda                                                                | Laura Robson                        | Petra Kvitová [8]                               | 2–6, 6–3, 11–9                      |
| Partidos en la Hisense Arena                                                                       |                                     |                                                 |                                     |
| Ronda                                                                                              | Ganadores                           | Perdedores                                      | Resultado                           |
| Individual Femenino - Segunda Ronda                                                                | Maria Kirilenko [14]                | Peng Shuai                                      | 7–5, 6–2                            |
| Individual Masculino - Segunda Ronda                                                               | Andy Murray [3]                     | João Sousa                                      | 6–2, 6–2, 6–4                       |
| Individual Femenino - Segunda Ronda                                                                | Caroline Wozniacki [10]             | Donna Vekić                                     | 6–1, 6–4                            |
| Individual Masculino - Segunda Ronda                                                               | Gaël Monfils                        | Lu Yen-hsun                                     | 7–6(7–5), 4–6, 0–6, 6–1, 8–6        |
| Partidos en la Margaret Court Arena                                                                |                                     |                                                 |                                     |
| Ronda                                                                                              | Ganadores                           | Perdedores                                      | Resultado                           |
| Individual Masculino - Segunda Ronda                                                               | Jo-Wilfried Tsonga [7]              | Go Soeda                                        | 6–3, 7–6(7–1), 6–3                  |
| Individual Femenino - Segunda Ronda                                                                | Svetlana Kuznetsova                 | Hsieh Su-wei [26]                               | 6–2, 6–1                            |
| Dobles Femeninos - Primera Ronda                                                                   | Julia Görges Samantha Stosur        | Daniela Hantuchová Anabel Medina Garrigues [16] | 6–3, 6–1                            |
| Dobles Masculinos - Primera Ronda                                                                  | Marcos Baghdatis Grigor Dimitrov    | Matthew Ebden Ryan Harrison                     | 7–6(8–6), 6–2                       |
| Individual Masculino - Segunda Ronda                                                               | Juan Martín del Potro [6]           | Benjamin Becker                                 | 6–2, 6–4, 6–2                       |
| Fondo de color indica un partido nocturno                                                          |                                     |                                                 |                                     |
| Los partidos empiezan a las 11:00 a. m. Los partidos nocturnos no empiezan antes de las 7:00 p. m. |                                     |                                                 |                                     |

### Día 5 (18 de enero)
En el cuadro individual masculino, el día inició con el bicampeón defensor y n.° 1 del mundo Novak Djokovic que venció al checo Radek Štěpánek en tres sets. Su compatriota serbio y cabeza de serie n.° 8 Janko Tipsarević fue exigido por el francés Julien Benneteau ganando en 5 sets. El preclasificado n.° 16 Kei Nishikori superó a Yevgueni Donskoi después de un inicio flojo ganando en sets corridos. El cabeza de serie n.° 10 Nicolás Almagro tuvo trabajo para eliminar al n.° 24 Jerzy Janowicz. El suizo Stanislas Wawrinka acabó con las esperanzas del tenis Americano en el Cuadro Masculino derrotando a Sam Querrey en tres duros sets. El sudafricano Kevin Anderson fue el único jugador sin preclasificación en el día en pasar de ronda al vencer al n.° 22 Fernando Verdasco. En la sesión nocturna, el n.° 5 Tomáš Berdych continuó su paso arrollador venciendo a Jürgen Melzer. En el partido final del día el español David Ferrer pasó a la tercera ronda batiendo al exfinalista Marcos Baghdatis
En el cuadro Individual Femenino, el día comenzó con la polaca y n.° 4 del mundo Agnieszka Radwańska batiendo a la británica Heather Watson para continuar su racha de victorias en el año. Angelique Kerber celebró su cumpleaños al batir a la invitada estadounidense Madison Keys. Otra alemana, Julia Görges pasó a la cuarta ronda al derrotar a la china Zheng Jie después de estar 4–5 abajo cuando Zheng sacaba para el Partido. La n.° 19 del mundo Yekaterina Makarova batalló para batir a la francesa Marion Bartoli en tres sets durísimos. En la batalla de serbias y ex- N°s 1 del mundo Ana Ivanovic ganó a Jelena Janković. La China Li Na continuó con su buen paso en el 2013 al batir a la rumana Sorana Cîrstea. La Belga Kirsten Flipkens despidió a la rusa Valeria Savinykh para avanzar a su primera Cuarta ronda en un Torneo de Grand Slam. En el partido más cerrado del Torneo por lejos, María Sharápova barrió a Venus Williams con relativa facilidad.
- Asistencia en el Día 5: 70,426[87]
- Preclasificados eliminados
  - Individuales masculinos:  Sam Querrey [20],  Fernando Verdasco [22],  Jerzy Janowicz [24],  Jürgen Melzer [26],  Marcos Baghdatis [28],  Radek Štěpánek [31],  Julien Benneteau [32]
  - Individuales femeninos:  Marion Bartoli [11],  Jelena Janković [22],  Venus Williams [25],  Sorana Cîrstea [27]
  - Dobles femeninos:  Andrea Hlaváčková /  Lucie Hradecká [2],  Maria Kirilenko /  Lisa Raymond [3],  Raquel Kops-Jones /  Abigail Spears [8]
- Orden de Juego

| Partidos en las canchas principales                                                                | Partidos en las canchas principales | Partidos en las canchas principales    | Partidos en las canchas principales |
| Partidos en la Rod Laver Arena                                                                     | Partidos en la Rod Laver Arena      | Partidos en la Rod Laver Arena         | Partidos en la Rod Laver Arena      |
| Ronda                                                                                              | Ganadores                           | Perdedores                             | Resultado                           |
| -------------------------------------------------------------------------------------------------- | ----------------------------------- | -------------------------------------- | ----------------------------------- |
| Individual Femenino - Tercera Ronda                                                                | Angelique Kerber [5]                | Madison Keys [WC]                      | 6–2, 7–5                            |
| Individual Femenino - Tercera Ronda                                                                | Li Na [6]                           | Sorana Cîrstea [27]                    | 6–4, 6–1                            |
| Individual Masculino - Tercera Ronda                                                               | Novak Djokovic [1]                  | Radek Štěpánek [31]                    | 6–4, 6–3, 7–5                       |
| Individual Femenino - Tercera Ronda                                                                | María Sharápova [2]                 | Venus Williams [25]                    | 6–1, 6–3                            |
| Individual Masculino - Tercera Ronda                                                               | David Ferrer [4]                    | Marcos Baghdatis [28]                  | 6–4, 6–2, 6–3                       |
| Partidos en la Hisense Arena                                                                       |                                     |                                        |                                     |
| Ronda                                                                                              | Ganadores                           | Perdedores                             | Resultado                           |
| Individual Femenino - Tercera Ronda                                                                | Agnieszka Radwańska [4]             | Heather Watson                         | 6–3, 6–1                            |
| Individual Femenino - Tercera Ronda                                                                | Ana Ivanovic [13]                   | Jelena Janković [22]                   | 7–5, 6–3                            |
| Individual Masculino - Tercera Ronda                                                               | Kevin Anderson                      | Fernando Verdasco [22]                 | 4–6, 6–3, 4–6, 7–6(7–4), 6–2        |
| Individual Masculino - Tercera Ronda                                                               | Tomáš Berdych [5]                   | Jürgen Melzer [26]                     | 6–3, 6–2, 6–2                       |
| Dobles Mixtos - Primera Ronda                                                                      | Sania Mirza [3] Bob Bryan [3]       | Samantha Stosur [WC] Luke Saville [WC] | 6–2, 6–2                            |
| Partidos en la Margaret Court Arena                                                                |                                     |                                        |                                     |
| Ronda                                                                                              | Ganadores                           | Perdedores                             | Resultado                           |
| Individual Femenino - Tercera Ronda                                                                | Yekaterina Makarova [19]            | Marion Bartoli [11]                    | 6–7(4–7), 6–3, 6–4                  |
| Individual Masculino - Tercera Ronda                                                               | Janko Tipsarević [8]                | Julien Benneteau [32]                  | 3–6, 6–4, 2–6, 6–4, 6–3             |
| Individual Masculino - Tercera Ronda                                                               | Stanislas Wawrinka [15]             | Sam Querrey [20]                       | 7–6(8–6), 7–5, 6–4                  |
| Dobles Masculinos - Segunda Ronda                                                                  | Daniele Bracciali Lukáš Dlouhý      | Alex Bolt [WC] Greg Jones [WC]         | 6–2, 7–6(7–4)                       |
| Fondo de color indica un partido nocturno                                                          |                                     |                                        |                                     |
| Los partidos empiezan a las 11:00 a. m. Los partidos nocturnos no empiezan antes de las 7:00 p. m. |                                     |                                        |                                     |

### Día 6 (19 de enero)
En el cuadro individual masculino, el francés Richard Gasquet fue el primero en llegar a la cuarta ronda cuando derrotó a Ivan Dodig. Fue seguido por el medallista del oro olímpico Andy Murray que batió al lituano Ričardas Berankis en tres sets. Se dio la mayor gran sorpresa del Torneo cuando el n.° 6 Juan Martín Del Potro cayó ante el francés Jérémy Chardy. Fue seguida por la sorpresa que daría el italiano y n.° 21 Andreas Seppi, eliminando al n.° 12 Marin Čilić. Jo-Wilfried Tsonga posteriormente derrotó al esloveno Blaž Kavčič para verse cara a cara con su compatriota Richard Gasquet en la siguiente Ronda. El canadiense Milos Raonic derrotó a Philipp Kohlschreiber. En la sesión nocturna, en el partido anticipado entre Roger Federer y el último australiano que quedaba en pie en la Tercera ronda Bernard Tomic, Federer logró vencerlo. El partido más dramático de la jornada fue la batalla entre los franceses Gilles Simon que llegaba tras una lesión de pierna, y Gaël Monfils, volviendo de una lesión en la muñeca. El partido tuvo muchísimos rallies, destacando uno de 71 tiros. Simon salió victorioso sobre Monfils.
En el cuadro individual femenino, fue la n.° 14 del mundo Maria Kirilenko la primera vencedora de la jornada al superar a la belga y n.° 20 Yanina Wickmayer. Otra rusa que llegó a la cuarta ronda fue Svetlana Kuznetsova al derrotar a Carla Suárez Navarro La n.° 1 del mundo y campeona defensora Victoria Azarenka tuvo su primer gran desafío al vencer a la americana Jamie Hampton ganando en tres sets. Serena Williams continúo con su paso demoledor al vencer en sets corridos a Ayumi Morita, ganando los últimos 6 juegos y sacando hasta la gran velocidad de 207 km/h. Otra rusa que pasó a la cuarta ronda fue Yelena Vesnina cuando venció a la n.° 16 Roberta Vinci, de modo que 5 rusas quedaron clasificadas para Cuarta ronda. La danesa Caroline Wozniackivenció a la ucraniana Lesia Tsurenko. Mientras que la norteamericana Sloane Stephens derrotó a la británica Laura Robson. El sueño de la japonesa de 42 años Kimiko Date-Krumm llegó a su fin en la Tercera ronda al caer ante la serbia, de 21 años Bojana Jovanovski.
- Asistencia en el Día 6: 80,735[100]
- Preclasificados eliminados
  - Individuales masculinos:  Juan Martín del Potro [6],  Marin Čilić [12],  Philipp Kohlschreiber [17]
  - Individuales femeninos:  Roberta Vinci [16],  Yanina Wickmayer [20]
  - Dobles masculinos:  Max Mirnyi /  Horia Tecău [4],  Robert Lindstedt /  Nenad Zimonjić [7],  Alexander Peya /  Bruno Soares [9],  Rohan Bopanna /  Rajeev Ram [12],  Jonathan Marray /  André Sá [16]
  - Dobles femeninos:  Anna-Lena Grönefeld /  Květa Peschke [9]
- Orden de Juego

| Partidos en las canchas principales                                                                | Partidos en las canchas principales                             | Partidos en las canchas principales                             | Partidos en las canchas principales |
| Partidos en la Rod Laver Arena                                                                     | Partidos en la Rod Laver Arena                                  | Partidos en la Rod Laver Arena                                  | Partidos en la Rod Laver Arena      |
| Ronda                                                                                              | Ganadores                                                       | Perdedores                                                      | Resultado                           |
| -------------------------------------------------------------------------------------------------- | --------------------------------------------------------------- | --------------------------------------------------------------- | ----------------------------------- |
| Individual Femenino - Tercera Ronda                                                                | Victoria Azarenka [1]                                           | Jamie Hampton                                                   | 6–4, 4–6, 6–2                       |
| Individual Femenino - Tercera Ronda                                                                | Serena Williams [3]                                             | Ayumi Morita                                                    | 6–1, 6–3                            |
| Individual Masculino - Tercera Ronda                                                               | Andy Murray [3]                                                 | Ričardas Berankis [Q]                                           | 6–3, 6–4, 7–5                       |
| Individual Masculino - Tercera Ronda                                                               | Roger Federer [2]                                               | Bernard Tomic                                                   | 6–4, 7–6(7–5), 6–1                  |
| Dobles Mixtos - Primera Ronda                                                                      | Andrea Hlaváčková [7] Daniele Bracciali [7]                     | Casey Dellacqua [WC] John-Patrick Smith [WC]                    | 7–6(7–3), 7–6(7–4)                  |
| Partidos en la Hisense Arena                                                                       |                                                                 |                                                                 |                                     |
| Ronda                                                                                              | Ganadores                                                       | Perdedores                                                      | Resultado                           |
| Individual Femenino - Tercera Ronda                                                                | Maria Kirilenko [14]                                            | Yanina Wickmayer [20]                                           | 7–6(7–4), 6–3                       |
| Individual Masculino - Tercera Ronda                                                               | Jérémy Chardy                                                   | Juan Martín Del Potro [6]                                       | 6–3, 6–3, 6–7(3–7), 3–6, 6–3        |
| Individual Femenino - Tercera Ronda                                                                | Caroline Wozniacki [10]                                         | Lesia Tsurenko [Q]                                              | 6–4, 6–3                            |
| Individual Masculino - Tercera Ronda                                                               | Gilles Simon [14]                                               | Gaël Monfils                                                    | 6–4, 6–4, 4–6, 1–6, 8–6             |
| Dobles masculinos - Leyendas                                                                       | Goran Ivanišević / Cédric Pioline vs Guy Forget / Henri Leconte | Goran Ivanišević / Cédric Pioline vs Guy Forget / Henri Leconte | Cancelado                           |
| Partidos en la Margaret Court Arena                                                                |                                                                 |                                                                 |                                     |
| Ronda                                                                                              | Ganadores                                                       | Perdedores                                                      | Resultado                           |
| Dobles masculinos - Leyendas                                                                       | Todd Woodbridge Mark Woodforde                                  | Mansour Bahrami Wayne Ferreira                                  | 7–6(19–17), 6–4                     |
| Individual Femenino - Tercera Ronda                                                                | Yelena Vesnina                                                  | Roberta Vinci [16]                                              | 4–6, 7–6(7–4), 6–4                  |
| Individual Masculino - Tercera Ronda                                                               | Jo-Wilfried Tsonga [7]                                          | Blaž Kavčič                                                     | 6–2, 6–1, 6–4                       |
| Dobles Femeninos - Segunda Ronda                                                                   | Serena Williams [12] Venus Williams [12]                        | Vera Dushevina Olga Govortsova                                  | 6–1, 6–2                            |
| Dobles Femeninos - Segunda Ronda                                                                   | Cara Black [WC] Anastasia Rodionova [WC]                        | Shuko Aoyama Irina Falconi                                      | 6–4, 6–4                            |
| Fondo de color indica un partido nocturno                                                          |                                                                 |                                                                 |                                     |
| Los partidos empiezan a las 11:00 a. m. Los partidos nocturnos no empiezan antes de las 7:00 p. m. |                                                                 |                                                                 |                                     |

### Día 7 (20 de enero)
En el cuadro individual masculino, se repirtió la batalla de los cuartos de final del año pasado entre el n.° 4 David Ferrer y el n.° 16 Kei Nishikori, Nishikori lideraba 2–1 el head to head, pero Ferrer mostró su poderío y fortaleza ganando fácilmente. Ferrer ahora se las verá con su compatriota Nicolás Almagro que avanzó a los cuartos de final después de que Janko Tipsarević se retirase cuando Almagro iba al frente. El n.° 5 Tomáš Berdych continuó con su buena racha y sin perder ningún set en el Torneo se deshizo de Kevin Anderson El partido final del día fue una batalla intensa entre el n.° 1 del mundo y bicampeón defensor Novak Djokovic y el n.° 2 de Suiza y cabeza de serie n.° 15 Stanislas Wawrinka. Tuvieron que pasar 5 horas y 2 minutos antes de que Djokovic se deshiciera de Wawrinka, convirtiéndose en el partido más largo en el Torneo.
En el cuadro individual femenino, la cuartofinalista del año pasado Yekaterina Makarova dio la sorpresa de la jornada al dejar fuera de competición a la n.° 5 del mundo Angelique Kerber para llegar a su segundo cuartos de final consecutivo en el Abierto de Australia. La n.° 2 del mundo María Sharápova continuó con su paso arrollador en el Torneo al batir a la belga Kirsten Flipkens, con el cual solo perdió 5 games hasta los cuartos de final, el menor número desde 1988. La china Li Na llegó a sus primeros cuartos de final en un Grand Slam desde que ganó en Roland Garros 2011 batiendo a la alemana Julia Görges. La cabeza de serie n.° 4 Agnieszka Radwańska continuó con su gran 2013 venciendo a la n.° 13 Ana Ivanovic con otra victoria en sets corridos.
- Asistencia en el Día 7: 62,812[109]
- Preclasificados eliminados
  - Individuales masculinos:  Janko Tipsarević [8],  Stanislas Wawrinka [15],  Kei Nishikori [16]
  - Individuales femeninos:  Angelique Kerber [5],  Ana Ivanovic [13],  Julia Görges [18]
  - Dobles masculinos:  Aisam-ul-Haq Qureshi /  Jean-Julien Rojer [6]
  - Dobles femeninos:  Nadia Petrova /  Katarina Srebotnik [5],  Liezel Huber /  María José Martínez Sánchez [6],  Irina-Camelia Begu /  Monica Niculescu [13],  Hsieh Su-Wei /  Peng Shuai [15]
- Orden de Juego

| Partidos en las canchas principales                                                                | Partidos en las canchas principales      | Partidos en las canchas principales      | Partidos en las canchas principales |
| Partidos en la Rod Laver Arena                                                                     | Partidos en la Rod Laver Arena           | Partidos en la Rod Laver Arena           | Partidos en la Rod Laver Arena      |
| Ronda                                                                                              | Ganadores                                | Perdedores                               | Resultado                           |
| -------------------------------------------------------------------------------------------------- | ---------------------------------------- | ---------------------------------------- | ----------------------------------- |
| Individual Femenino - Cuarta Ronda                                                                 | Yekaterina Makarova [19]                 | Angelique Kerber [5]                     | 7–5, 6–4                            |
| Individual Masculino - Cuarta Ronda                                                                | David Ferrer [4]                         | Kei Nishikori [16]                       | 6–2, 6–1, 6–4                       |
| Individual Femenino - Cuarta Ronda                                                                 | María Sharápova [2]                      | Kirsten Flipkens                         | 6–1, 6–0                            |
| Individual Femenino - Cuarta Ronda                                                                 | Agnieszka Radwańska [4]                  | Ana Ivanovic [13]                        | 6–2, 6–4                            |
| Individual Masculino - Cuarta Ronda                                                                | Novak Djokovic [1]                       | Stanislas Wawrinka [15]                  | 1–6, 7–5, 6–4, 6–7(5–7), 12–10      |
| Partidos en la Hisense Arena                                                                       |                                          |                                          |                                     |
| Ronda                                                                                              | Ganadores                                | Perdedores                               | Resultado                           |
| Dobles masculinos - Leyendas                                                                       | Jacco Eltingh Paul Haarhuis              | Mansour Bahrami Wayne Ferreira           | 6–3, 6–4                            |
| Dobles Masculinos - Tercera Ronda                                                                  | Bob Bryan [1] Mike Bryan [1]             | Jérémy Chardy Łukasz Kubot               | 6–7(4–7), 6–4, 6–3                  |
| Individual Masculino - Cuarta Ronda                                                                | Nicolás Almagro [10]                     | Janko Tipsarević [8]                     | 6–2, 5–1 retiro                     |
| Individual Femenino - Cuarta Ronda                                                                 | Li Na [6]                                | Julia Görges [18]                        | 7–6(8–6), 6–1                       |
| Partidos en la Margaret Court Arena                                                                |                                          |                                          |                                     |
| Ronda                                                                                              | Ganadores                                | Perdedores                               | Resultado                           |
| Dobles masculinos - Leyendas                                                                       | Wayne Arthurs Pat Cash                   | Thomas Enqvist Fabrice Santoro           | 7–6(7–5), 6–7(3–7), [10–7]          |
| Dobles Femeninos - Tercera Ronda                                                                   | Sara Errani [1] Roberta Vinci [1]        | Hsieh Su-Wei [15] Peng Shuai [15]        | 6–4, 0–6, 7–5                       |
| Dobles Femeninos - Tercera Ronda                                                                   | Serena Williams [12] Venus Williams [12] | Nadia Petrova [5] Katarina Srebotnik [5] | 6–2, 6–3                            |
| Individual Masculino - Cuarta Ronda                                                                | Tomáš Berdych [5]                        | Kevin Anderson                           | 6–3, 6–2, 7–6(15–13)                |
| Fondo de color indica un partido nocturno                                                          |                                          |                                          |                                     |
| Los partidos empiezan a las 11:00 a. m. Los partidos nocturnos no empiezan antes de las 7:00 p. m. |                                          |                                          |                                     |

### Día 8 (21 de enero)
En el cuadro individual masculino se disputó el partido entre el francés Jérémy Chardy y el italiano Andreas Seppi; cualquiera de los dos que hubiese ganado lograría su primera aparición en los cuartos de final de un Torneo de Grand Slam. Chardy logró avanzar en 4 sets Fue seguido por sus compatriotas el n.° 7 Jo-Wilfried Tsonga y el n.° 9 Richard Gasquet. El n.° 3 del mundo Andy Murray no tuvo ni que esforzarse para eliminar a Gilles Simon. En el partido nocturno, Roger Federer marcado por una toma y daca, venció al canadiense Milos Raonic.
En el cuadro individual femenino, la ex- n.° 1 del mundo Caroline Wozniacki cayó derrotada ante la 2 veces campeona de Grand Slam Svetlana Kuznetsova en un partido muy entretenido, en el que Kuznetsova hizo valer su juego para convertirse en la única mujer sin preclasificación en unos cuartos de final del torneo. Después del susto de la tercera ronda, la campeona defensora Victoria Azarenka se deshizo de Yelena Vesnina en tan solo 57 minutos. En un choque entre jóvenes estrellas Sloane Stephens de 19 años batió a la serbia de 21 años Bojana Jovanovski, en tres sets muy ajustados. En el Partido de la Jornada Nocturna Serena Williamsselló su victoria sobre Maria Kirilenko, sirviendo con un impresionante 87% de primeros servicios.
- Asistencia en el Día 8: 44,902[118]
- Preclasificados eliminados
  - Individuales masculinos:  Richard Gasquet [9],  Milos Raonic [13],  Gilles Simon [14],  Andreas Seppi [21]
  - Individuales femeninos:  Caroline Wozniacki [10],  Maria Kirilenko [14]
  - Dobles masculinos:  Mahesh Bhupathi /  Daniel Nestor [5]
  - Dobles femeninos:  Natalie Grandin /  Vladimíra Uhlířová [14]
  - Dobles Mixtos:  Andrea Hlaváčková /  Daniele Bracciali [7]
- Orden de Juego

| Partidos en las Canchas Principales                                                                | Partidos en las Canchas Principales      | Partidos en las Canchas Principales          | Partidos en las Canchas Principales |
| Partidos en la Rod Laver Arena                                                                     | Partidos en la Rod Laver Arena           | Partidos en la Rod Laver Arena               | Partidos en la Rod Laver Arena      |
| Ronda                                                                                              | Ganadores                                | Perdedores                                   | Resultado                           |
| -------------------------------------------------------------------------------------------------- | ---------------------------------------- | -------------------------------------------- | ----------------------------------- |
| Individual Femenino - Cuarta Ronda                                                                 | Svetlana Kuznetsova                      | Caroline Wozniacki [10]                      | 6–2, 2–6, 7–5                       |
| Individual Femenino - Cuarta Ronda                                                                 | Victoria Azarenka [1]                    | Yelena Vesnina                               | 6–1, 6–1                            |
| Individual Masculino - Cuarta Ronda                                                                | Jo-Wilfried Tsonga [7]                   | Richard Gasquet [9]                          | 6–4, 3–6, 6–3, 6–2                  |
| Individual Femenino - Cuarta Ronda                                                                 | Serena Williams [3]                      | Maria Kirilenko [14]                         | 6–2, 6–0                            |
| Individual Masculino - Cuarta Ronda                                                                | Roger Federer [2]                        | Milos Raonic [13]                            | 6–4, 7–6(7–4), 6–2                  |
| Partidos en la Hisense Arena                                                                       |                                          |                                              |                                     |
| Ronda                                                                                              | Ganadores                                | Perdedores                                   | Resultado                           |
| Dobles masculinos - Leyendas                                                                       | Todd Woodbridge Mark Woodforde           | Jacco Eltingh Paul Haarhuis                  | 7–5, 3–6, [10–3]                    |
| Individual Masculino - Cuarta Ronda                                                                | Jérémy Chardy                            | Andreas Seppi [21]                           | 5–7, 6–3, 6–2, 6–2                  |
| Individual Femenino - Cuarta Ronda                                                                 | Sloane Stephens [29]                     | Bojana Jovanovski                            | 6–1, 3–6, 7–5                       |
| Individual Masculino - Cuarta Ronda                                                                | Andy Murray [3]                          | Gilles Simon [14]                            | 6–3, 6–1, 6–3                       |
| Partidos en la Margaret Court Arena                                                                |                                          |                                              |                                     |
| Ronda                                                                                              | Ganadores                                | Perdedores                                   | Resultado                           |
| Dobles Femeninos - Tercera Ronda                                                                   | Varvara Lepchenko Zheng Saisai           | Kimiko Date-Krumm Arantxa Parra Santonja     | 3–6, 6–3, 7–6(7–5)                  |
| Dobles Masculinos - Tercera Ronda                                                                  | Juan Sebastián Cabal Robert Farah        | Marcos Baghdatis Grigor Dimitrov             | 7–6(8–6), 7–6(7–5)                  |
| Dobles Mixtos - Segunda Ronda                                                                      | Sania Mirza [3] Bob Bryan [3]            | Abigail Spears Scott Lipsky                  | 4–6, 6–1, [10–4]                    |
| Dobles Femeninos - Tercera Ronda                                                                   | Ashleigh Barty [WC] Casey Dellacqua [WC] | Natalie Grandin [14] Vladimíra Uhlířová [14] | 7–6(7–3), 6–3                       |
| Dobles femeninos - Leyendas                                                                        | Martina Hingis Martina Navratilova       | Lindsay Davenport Cara Black                 | 7–6(7–4)                            |
| Fondo de color indica un partido nocturno                                                          |                                          |                                              |                                     |
| Los partidos empiezan a las 11:00 a. m. Los partidos nocturnos no empiezan antes de las 7:30 p. m. |                                          |                                              |                                     |

### Día 9 (22 de enero)
En el cuadro individual masculino, el primer partido fue entre los españoles David Ferrer y Nicolás Almagro, siendo la tercera vez que se enfrentaban dos jugadores de este país en los cuartos de final del Torneo. Ferrer le dio vuelta al partido viniendo de 0-2 para terminar imponiéndose a Nicolás Almagro. En el partido de la sesión nocturna, el n.° 1 del mundo y bicampeón defensor Novak Djokovic sacó de competición en 4 sets al cabeza de serie n.° 5 Tomáš Berdych.
En el cuadro individual femenino, la jornada comenzó con el partido entre la polaca Agnieszka Radwańska y la china Li Na, siendo Li la que pasaría a las semifinales acabando con la racha de 13 partidos ganados de Agnieszka Radwanska. El segundo cuarto de final fue una repetición del año anterior, y María Sharápova derrotó muy cómodamente a su compatriota Yekaterina Makarova.
- Asistencia en el Día 9: 38,283[123]
- Preclasificados eliminados
  - Individuales masculinos:  Tomáš Berdych [5],  Nicolás Almagro [10]
  - Individuales Femeninnos:  Agnieszka Radwańska [4],  Yekaterina Makarova [19]
  - Dobles masculinos:  David Marrero /  Fernando Verdasco [11]
  - Dobles femeninos:  Nuria Llagostera Vives /  Zheng Jie [7],  Serena Williams /  Venus Williams [12]
  - Dobles Mixtos:  Yelena Vesnina /  Leander Paes [2]
- Orden de Juego

| Partidos en las canchas principales                                                                | Partidos en las canchas principales       | Partidos en las canchas principales      | Partidos en las canchas principales |
| Partidos en la Rod Laver Arena                                                                     | Partidos en la Rod Laver Arena            | Partidos en la Rod Laver Arena           | Partidos en la Rod Laver Arena      |
| Ronda                                                                                              | Ganadores                                 | Perdedores                               | Resultado                           |
| -------------------------------------------------------------------------------------------------- | ----------------------------------------- | ---------------------------------------- | ----------------------------------- |
| Individual Femenino - cuartos de final                                                             | Li Na [6]                                 | Agnieszka Radwańska [4]                  | 7–5, 6–3                            |
| Individual Masculino - cuartos de final                                                            | David Ferrer [4]                          | Nicolás Almagro [10]                     | 4–6, 4–6, 7–5, 7–6(7–4), 6–2        |
| Individual Femenino - cuartos de final                                                             | María Sharápova [2]                       | Yekaterina Makarova [19]                 | 6–2, 6–2                            |
| Individual Masculino - cuartos de final                                                            | Novak Djokovic [1]                        | Tomáš Berdych [5]                        | 6–1, 4–6, 6–1, 6–4                  |
| Dobles Mixtos - Segunda Ronda                                                                      | Jarmila Gajdošová [WC] Matthew Ebden [WC] | Yelena Vesnina [2] Leander Paes [2]      | 6–3, 6–2                            |
| Partidos en la Margaret Court Arena                                                                |                                           |                                          |                                     |
| Ronda                                                                                              | Ganadores                                 | Perdedores                               | Resultado                           |
| Dobles femeninos - Leyendas                                                                        | Lindsay Davenport Amélie Mauresmo         | Nicole Bradtke Rennae Stubbs             | 4–6, 6–3, [10–6]                    |
| Dobles Masculinos - cuartos de final                                                               | Marcel Granollers [3] Marc López [3]      | Thomaz Bellucci Benoît Paire             | 6–3, 6–1                            |
| Dobles Femeninos - cuartos de final                                                                | Sara Errani [1] Roberta Vinci [1]         | Serena Williams [12] Venus Williams [12] | 3–6, 7–6(7–1), 7–5                  |
| Dobles Femeninos - cuartos de final                                                                | Ashleigh Barty [WC] Casey Dellacqua [WC]  | Anastasiya Pavliuchenkova Lucie Šafářová | 6–2, 6–3                            |
| Dobles masculinos - Leyendas                                                                       | Wayne Arthurs Pat Cash                    | Goran Ivanišević Cédric Pioline          | 4–6, 7–6(10–8), [10–5]              |
| Fondo de color indica un partido nocturno                                                          |                                           |                                          |                                     |
| Los partidos empiezan a las 11:00 a. m. Los partidos nocturnos no empiezan antes de las 7:30 p. m. |                                           |                                          |                                     |

### Día 10 (23 de enero)
En el cuadro individual masculino, Andy Murray derrotó sin grandes problemas al cuartofinalista sin preclasificación Jérémy Chardy para avanzar a las Semifinales. En el otro partido del día el n.° 2 del mundo Roger Federer batió en 5 sets muy peleados al francés Jo-Wilfried Tsonga.
En el cuadro individual femenino, en el primer turno jugaron las campeonas de Grand Slam, Victoria Azarenka y Svetlana Kuznetsova. Kuznetsova iba liderando 4–1 el primer set, pero Azarenka ganó 12 de los últimos 14 juegos para ganar el partido. En el otro encuentro de cuartos de final, la joven Sloane Stephens, batió en tres sets muy ajustados a la múltiple campeona de Grand Slam Serena Williams.
- Asistencia en el Día 10: 36,353[128]
- Preclasificados eliminados:
  - Individuales masculinos:  Jo-Wilfried Tsonga [7]
  - Individuales femeninos:  Serena Williams [3]
  - Dobles femeninos:  Yekaterina Makarova /  Yelena Vesnina [4]
- Orden de Juego

| Partidos en las canchas principales                                                                | Partidos en las canchas principales      | Partidos en las canchas principales        | Partidos en las canchas principales |
| Partidos en la Rod Laver Arena                                                                     | Partidos en la Rod Laver Arena           | Partidos en la Rod Laver Arena             | Partidos en la Rod Laver Arena      |
| Ronda                                                                                              | Ganadores                                | Perdedores                                 | Resultado                           |
| -------------------------------------------------------------------------------------------------- | ---------------------------------------- | ------------------------------------------ | ----------------------------------- |
| Individual Femenino - cuartos de final                                                             | Victoria Azarenka [1]                    | Svetlana Kuznetsova                        | 7–5, 6–1                            |
| Individual Femenino - cuartos de final                                                             | Sloane Stephens [29]                     | Serena Williams [3]                        | 3–6, 7–5, 6–4                       |
| Individual Masculino - cuartos de final                                                            | Andy Murray [3]                          | Jérémy Chardy                              | 6–4, 6–1, 6–2                       |
| Individual Masculino - cuartos de final                                                            | Roger Federer [2]                        | Jo-Wilfried Tsonga [7]                     | 7–6(7–4), 4–6, 7–6(7–4), 3–6, 6–3   |
| Dobles Femeninos - Semifinales                                                                     | Ashleigh Barty [WC] Casey Dellacqua [WC] | Varvara Lepchenko Zheng Saisai             | 6–2, 6–4                            |
| Partidos en la Margaret Court Arena                                                                |                                          |                                            |                                     |
| Ronda                                                                                              | Ganadores                                | Perdedores                                 | Resultado                           |
| Dobles femeninos - Leyendas                                                                        | Iva Majoli Barbara Schett                | Lindsay Davenport Amélie Mauresmo          | 6–3, 1–6, [10–5]                    |
| Dobles Masculinos - cuartos de final                                                               | Bob Bryan [1] Mike Bryan [1]             | Daniele Bracciali Lukáš Dlouhý             | 6–3, 7–5                            |
| Dobles Mixtos - cuartos de final                                                                   | Květa Peschke Marcin Matkowski           | Hsieh Su-wei Rohan Bopanna                 | 6–2, 6–3                            |
| Dobles Femeninos - Semifinales                                                                     | Sara Errani [1] Roberta Vinci [1]        | Yekaterina Makarova [4] Yelena Vesnina [4] | 6–2, 6–4                            |
| Dobles masculinos - Leyendas                                                                       | Thomas Enqvist Fabrice Santoro           | Goran Ivanišević Cédric Pioline            | 1–6, 6–2, [10–8]                    |
| Fondo de color indica un partido nocturno                                                          |                                          |                                            |                                     |
| Los partidos empiezan a las 11:00 a. m. Los partidos nocturnos no empiezan antes de las 7:30 p. m. |                                          |                                            |                                     |

### Día 11 (24 de enero)
En el cuadro individual masculino, el bicampeón defensor Novak Djokovic batió al n.° 4 del mundo David Ferrer, de forma holgada. Djokovic logró 30 tiros ganadores y 16 errores no forzados contra 11 tiros ganadores y 32 errores no forzados de su rival.
En el cuadro individual femenino, la primera semifinal tuvo frente a frente a las dos últimas campeonas de Roland Garros: María Sharápova y a Li Na. Li avanzó cómodamente a su segunda final en el Abierto de Australia, sumando 21 tiros ganadores y 18 errores no forzados, contra 17 tiros ganadores y 32 errores no forzados por parte de Sharápova. En la segunda semifinal la campeona defensora Victoria Azarenka salió airosa al vencer en dos sets a la joven Americana Sloane Stephens.
- Asistencia en el Día 11: 31,497
- Preclasificados eliminados
  - Individuales masculinos:  David Ferrer [4]
  - Individuales femeninos:  María Sharápova [2],  Sloane Stephens [29]
  - Dobles masculinos:  Marcel Granollers /  Marc López [3]
  - Dobles Mixtos:  Sania Mirza /  Bob Bryan [3],  Nadia Petrova /  Mahesh Bhupathi [5]
- Orden de Juego

| Partidos en las canchas principales                                                                | Partidos en las canchas principales       | Partidos en las canchas principales   | Partidos en las canchas principales |
| Partidos en la Rod Laver Arena                                                                     | Partidos en la Rod Laver Arena            | Partidos en la Rod Laver Arena        | Partidos en la Rod Laver Arena      |
| Ronda                                                                                              | Ganadores                                 | Perdedores                            | Resultado                           |
| -------------------------------------------------------------------------------------------------- | ----------------------------------------- | ------------------------------------- | ----------------------------------- |
| Dobles Masculinos - Semifinales                                                                    | Bob Bryan [1] Mike Bryan [1]              | Simone Bolelli Fabio Fognini          | 6–4, 4–6, 6–1                       |
| Individual Femenino - Semifinales                                                                  | Li Na [6]                                 | María Sharápova [2]                   | 6–2, 6–2                            |
| Individual Femenino - Semifinales                                                                  | Victoria Azarenka [1]                     | Sloane Stephens [29]                  | 6–1, 6–4                            |
| Individual Masculino - Semifinales                                                                 | Novak Djokovic [1]                        | David Ferrer [4]                      | 6–2, 6–2, 6–1                       |
| Dobles masculinos - Leyendas                                                                       | Pat Cash Goran Ivanišević                 | Guy Forget Henri Leconte              | 7–6(8–6), 2–6, [10–8]               |
| Partidos en la Margaret Court Arena                                                                |                                           |                                       |                                     |
| Ronda                                                                                              | Ganadores                                 | Perdedores                            | Resultado                           |
| Dobles masculinos - Leyendas                                                                       | Mansour Bahrami Wayne Ferreira            | Wayne Arthurs Darren Cahill           | 6–2, 4–6, [10–8]                    |
| Dobles Masculinos - Semifinales                                                                    | Robin Haase Igor Sijsling                 | Marcel Granollers [3] Marc López [3]  | 7–5, 6–4                            |
| Dobles Mixtos - cuartos de final                                                                   | Lucie Hradecká František Čermák           | Sania Mirza [3] Bob Bryan [3]         | 7–5, 6–4                            |
| Dobles Mixtos - cuartos de final                                                                   | Jarmila Gajdošová [WC] Matthew Ebden [WC] | Nadia Petrova [5] Mahesh Bhupathi [5] | 6–3, 3–6, [13–11]                   |
| Dobles femeninos - Leyendas                                                                        | Martina Hingis Martina Navratilova        | Nicole Bradtke Rennae Stubbs          | 6–3, 7–6(7–0)                       |
| Fondo de color indica un partido nocturno                                                          |                                           |                                       |                                     |
| Los partidos empiezan a las 11:00 a. m. Los partidos nocturnos no empiezan antes de las 7:30 p. m. |                                           |                                       |                                     |

### Día 12 (25 de enero)
En el cuadro de individuales masculinos, Roger Federer se enfrentaba al británico Andy Murray. Murray al final se terminó imponiendo en 5 sets; después de ir mandando en los dos primeros sets fue igualado por el suizo. El partido concluyó con un quinto set a favor del británico.
En el cuadro de dobles femenino, la pareja n.° 1 del mundo Sara Errani y Roberta Vinci se coronaron campeonas del torneo al derrotar a las locales invitadas Ashleigh Barty y Casey Dellacqua en tres sets.
- Asistencia en el Día 12: 22,103[134]
- Preclasificados eliminados
  - Individuales masculinos:  Roger Federer [2]
- Orden de Juego

| Partidos en las canchas principales                                                               | Partidos en las canchas principales       | Partidos en las canchas principales      | Partidos en las canchas principales |
| Partdidos en la Rod Laver Arena                                                                   | Partdidos en la Rod Laver Arena           | Partdidos en la Rod Laver Arena          | Partdidos en la Rod Laver Arena     |
| Ronda                                                                                             | Ganadores                                 | Perdedores                               | Resultado                           |
| ------------------------------------------------------------------------------------------------- | ----------------------------------------- | ---------------------------------------- | ----------------------------------- |
| Dobles Mixtos - Semifinales                                                                       | Jarmila Gajdošová [WC] Matthew Ebden [WC] | Yaroslava Shvedova Denis Istomin         | 7–5, 7–6(7–5)                       |
| Dobles Femeninos - Final                                                                          | Sara Errani [1] Roberta Vinci [1]         | Ashleigh Barty [WC] Casey Dellacqua [WC] | 6–2, 3–6, 6–2                       |
| Individual Masculino - Semifinales                                                                | Andy Murray [3]                           | Roger Federer [2]                        | 6–4, 6–7(5–7), 6–3, 6–7(2–7), 6–2   |
| Partidos en la Margaret Court Arena                                                               |                                           |                                          |                                     |
| Ronda                                                                                             | Ganadores                                 | Perdedores                               | Resultado                           |
| Juniors Individuales masculinos - Semifinales                                                     | Nick Kyrgios [3]                          | Filippo Baldi [8]                        | 6–2, 6–1                            |
| Juniors Individuales masculinos - Semifinales                                                     | Thanasi Kokkinakis [WC]                   | Borna Ćorić [11]                         | 6–3, 6–2                            |
| Dobles Mixtos - Semifinales                                                                       | Lucie Hradecká František Čermák           | Květa Peschke Marcin Matkowski           | 3–6, 7–5, [10–7]                    |
| Fondo de color indica un partido nocturno                                                         |                                           |                                          |                                     |
| Los partidos empiezan a las 3:00 p. m. Los partidos nocturnos no empiezan antes de las 7:30 p. m. |                                           |                                          |                                     |

### Día 13 (26 de enero)
La final femenina del Abierto de Australia vino precedida por la controversia causada por la petición de un tiempo muerto por causas médicas en una de las semifinales. La campeona defensora Victoria Azarenka pidió la parada en dicho partido frente a Sloane Stephens. El primer set estuvo marcado por los constantes quiebres de juego, terminando por imponerse la china Li por 6-4. Durante el segundo set, con Azarenka 3-1 al frente, Li sufrió de una torcedura en el tobillo, pero pudo sobreponerse y empatar el set 4-4; finalmente Azerenka ganaría los dos siguientes games para ganar el set 6-4. El partido fue interrumpido durante el tercer set por los fuegos artificiales por la celebración del Día de Australia. Li se torcería por segunda vez el tobillo tomando ventaja de esto la bielorrusa ganando por 6-3 en el último set y defendiendo así exitosamente su título.
La victoria de Azarenka se trató de su segunda corona en Grand Slam y la segunda lograda en el Abierto de Australia. En declaraciones tras el partido la bielorrusa declaró: "Este título lo logre de una manera mucho más sufrida y fue más emotivo".
La pareja n.° 1 del mundo de los gemelos Bob y Mike Bryan derrotaron en la Final a los holandeses Robin Haase y Igor Sijsling consiguiendo su sexto título en el Abierto de Australia y el n.° 13 de su carrera. A pesar de que Haase y Sijsling quebaron en el juego inicial, los Bryans terminaron venciendo en sets corridos.
- Asistencia en el Día 13: 20,036[137]
- Preclasificados Eliminados
  - Individuales femeninos:  Li Na [6]
- Orden de Juego

| Partidos en las canchas principales                                                                | Partidos en las canchas principales | Partidos en las canchas principales | Partidos en las canchas principales |
| Partidos en la Rod Laver Arena                                                                     | Partidos en la Rod Laver Arena      | Partidos en la Rod Laver Arena      | Partidos en la Rod Laver Arena      |
| Ronda                                                                                              | Ganadores                           | Perdedores                          | Resultado                           |
| -------------------------------------------------------------------------------------------------- | ----------------------------------- | ----------------------------------- | ----------------------------------- |
| Juniors Femeninos Individuales - Final                                                             | Ana Konjuh [3]                      | Kateřina Siniaková [2]              | 6–3, 6–4                            |
| Juniors Masculinos Individuales - Final                                                            | Nick Kyrgios [3]                    | Thanasi Kokkinakis [WC]             | 7–6(7–4), 6–3                       |
| Individual Femenino - Final                                                                        | Victoria Azarenka [1]               | Li Na [6]                           | 4–6, 6–4, 6–3                       |
| Dobles Masculinos - Final                                                                          | Bob Bryan [1] Mike Bryan [1]        | Robin Haase Igor Sijsling           | 6–3, 6–4                            |
| Fondo de color indica un partido nocturno                                                          |                                     |                                     |                                     |
| Los partidos empiezan a las 12:30 p. m. Los partidos nocturnos no empiezan antes de las 7:30 p. m. |                                     |                                     |                                     |

### Día 14 (27 de enero)
En la final del dobles mixto, los invitados australianos Jarmila Gajdošová y Matthew Ebden derrotaron a la pareja checa conformada por Lucie Hradecká y František Čermák en sets seguidos.
En cuanto al cuadro individual masculino, el bicampeón defensor Novak Djokovic derrotó al británico Andy Murray en cuatro horas para coronarse por tercera vez consecutiva el campeón del Abierto de Australia, convirtiéndose así en el primer hombre en lograrlo en la Era Open.
Este encuentro significó la victoria consecutiva número 21 de Djokovic en el abierto de Australia.
- Asistencia en el Día 14: 25,061[1]
- Preclasificados eliminados
  - Individuales masculinos:  Andy Murray [3]
- Orden de Juego

| Partidos en las canchas principales                                                               | Partidos en las canchas principales       | Partidos en las canchas principales | Partidos en las canchas principales |
| Partidos en la Rod Laver Arena                                                                    | Partidos en la Rod Laver Arena            | Partidos en la Rod Laver Arena      | Partidos en la Rod Laver Arena      |
| Ronda                                                                                             | Ganadores                                 | Perdedores                          | Resultado                           |
| ------------------------------------------------------------------------------------------------- | ----------------------------------------- | ----------------------------------- | ----------------------------------- |
| Dobles Mixtos - Final                                                                             | Jarmila Gajdošová [WC] Matthew Ebden [WC] | Lucie Hradecká František Čermák     | 6–3, 7–5                            |
| Individual Masculino - Final                                                                      | ( Novak Djokovic [1]                      | Andy Murray [3]                     | 6–7(2–7), 7–6(7–3), 6–3, 6–2        |
| Fondo de color indica un partido nocturno                                                         |                                           |                                     |                                     |
| Los partidos empiezan a las 4:00 p. m. Los partidos nocturnos no empiezan antes de las 7:30 p. m. |                                           |                                     |                                     |

## Campeones

### Sénior

#### Individual masculino
Novak Djokovic vence a  Andy Murray por 6-7(2), 7-6(3), 6-3, 6-2.

#### Individual femenino
Victoria Azarenka vence a  Li Na por 4-6, 6-4, 6-3.

#### Dobles masculino
Bob Bryan /  Mike Bryan vencen a  Robin Haase /  Igor Sijsling por 6-4, 6-3.

#### Dobles femenino
Sara Errani /  Roberta Vinci vencieron a  Ashleigh Barty /  Casey Dellacqua por 6–2, 3–6, 6–2

#### Dobles mixtos
Jarmila Gajdošová /  Matthew Ebden vencen a  Lucie Hradecká /  František Čermák por 6-3, 7-5.

### Júnior

#### Individuales masculino
Nick Kyrgios vence a  Thanasi Kokkinakis por 7–6(7–4), 6–3

#### Individuales femenino
Ana Konjuh vence a  Kateřina Siniaková por 6–3, 6–4

#### Dobles masculinos
Jay Andrijic /  Bradley Mousley vencieron a  Maximilian Marterer /  Lucas Miedler por 6–3, 7–6(7–3)

#### Dobles femeninos
Ana Konjuh /  Carol Zhao vencieron a  Oleksandra Korashvili /  Barbora Krejčiková por 5–7, 6–4, [10–7]

## Preclasificados
Sembrados y ranking de acuerdo al 7 de enero de 2013 y los puntos son de acuerdo al 14 de enero de 2013.

### Cuadro individual masculino
| Sd | Rk | Rk                    | Puntos | Puntos por defender | Puntos ganados | Nuevos puntos | Ronda hasta la que avanzó en el torneo            |
| -- | -- | --------------------- | ------ | ------------------- | -------------- | ------------- | ------------------------------------------------- |
| 1  | 1  | Novak Djokovic        | 12.920 | 2.000               | 2.000          | 12.920        | Campeón, ganó en la final sobre Andy Murray [3]   |
| 2  | 2  | Roger Federer         | 10.265 | 720                 | 720            | 10.265        | Semifinalista, perdió con Andy Murray [3]         |
| 3  | 3  | Andy Murray           | 8.000  | 720                 | 1.200          | 8.480         | Finalista, perdió con Novak Djokovic [1]          |
| 4  | 5  | David Ferrer          | 6.505  | 360                 | 720            | 6.865         | Semifinalista, perdió con Novak Djokovic [1]      |
| 5  | 6  | Tomáš Berdych         | 4.680  | 360                 | 360            | 4.680         | Cuartos de final, perdió con Novak Djokovic [1]   |
| 6  | 7  | Juan Martín del Potro | 4.480  | 360                 | 90             | 4.210         | Tercera ronda, perdió con Jérémy Chardy           |
| 7  | 8  | Jo-Wilfried Tsonga    | 3.375  | 180                 | 360            | 3.555         | Cuartos de final, perdió con Roger Federer [2]    |
| 8  | 9  | Janko Tipsarević      | 3.090  | 90                  | 180            | 3.180         | Cuarta ronda, perdió con Nicolás Almagro [10]     |
| 9  | 10 | Richard Gasquet       | 2.720  | 180                 | 180            | 2.720         | Cuarta ronda, perdió con Jo-Wilfried Tsonga [7]   |
| 10 | 11 | Nicolás Almagro       | 2.515  | 180                 | 360            | 2.695         | Cuartos de final, perdió con David Ferrer [4]     |
| 11 | 12 | Juan Mónaco           | 2.430  | 10                  | 10             | 2.430         | Primera ronda, perdió con Andrey Kuznetsov        |
| 12 | 14 | Marin Čilić           | 2.210  | 0                   | 90             | 2.300         | Tercera ronda, perdió con Andreas Seppi [21]      |
| 13 | 15 | Milos Raonic          | 2.175  | 90                  | 180            | 2.265         | Cuarta ronda, perdió con Roger Federer [2]        |
| 14 | 16 | Gilles Simon          | 2.145  | 45                  | 180            | 2.280         | Cuarta ronda, perdió con Andy Murray [3]          |
| 15 | 17 | Stanislas Wawrinka    | 1.900  | 90                  | 180            | 1.990         | Cuarta ronda, perdió con Novak Djokovic [1]       |
| 16 | 18 | Kei Nishikori         | 1.870  | 360                 | 180            | 1.690         | Cuarta ronda, perdió con David Ferrer [4]         |
| 17 | 19 | Philipp Kohlschreiber | 1.830  | 180                 | 90             | 1.740         | Tercera ronda, perdió con Milos Raonic [13]       |
| 18 | 20 | Alexandr Dolgopolov   | 1.750  | 90                  | 10             | 1.670         | Primera ronda, perdió con Gaël Monfils            |
| 19 | 21 | Tommy Haas            | 1.720  | 45                  | 10             | 1.685         | Primera ronda, perdió con Jarkko Nieminen         |
| 20 | 22 | Sam Querrey           | 1.650  | 45                  | 90             | 1.695         | Tercera ronda, perdió con Stanislas Wawrinka [15] |
| 21 | 23 | Andreas Seppi         | 1.595  | 10                  | 180            | 1.765         | Cuarta ronda, perdió con Jérémy Chardy            |
| 22 | 24 | Fernando Verdasco     | 1.445  | 10                  | 90             | 1.525         | Tercera ronda, perdió con Kevin Anderson          |
| 23 | 25 | Mijaíl Yuzhny         | 1.335  | 10                  | 45             | 1.370         | Segunda ronda, perdió con Yevgueni Donskói        |
| 24 | 26 | Jerzy Janowicz        | 1.299  | 0                   | 90             | 1.389         | Tercera ronda, perdió con Nicolás Almagro [10]    |
| 25 | 28 | Florian Mayer         | 1.215  | 0                   | 45             | 1.260         | Segunda ronda, perdió con Ričardas Berankis (Q)   |
| 26 | 29 | Jürgen Melzer         | 1.177  | 10                  | 90             | 1.257         | Tercera ronda, perdió con Tomáš Berdych [5]       |
| 27 | 30 | Martin Kližan         | 1.175  | 20                  | 10             | 1.165         | Primera ronda, perdió con Daniel Brands [Q]       |
| 28 | 31 | Marcos Baghdatis      | 1.115  | 45                  | 90             | 1.160         | Tercera ronda, perdió con David Ferrer [4]        |
| 29 | 32 | Thomaz Bellucci       | 1.112  | 45                  | 10             | 1.077         | Primera ronda, perdió con Blaz Kavčič             |
| 30 | 33 | Radek Štěpánek        | 1.110  | 10                  | 90             | 1.190         | Tercera ronda, perdió con Novak Djokovic [1]      |
| 31 | 34 | Marcel Granollers     | 1.125  | 45                  | 45             | 1.125         | Segunda ronda, perdió con Jérémy Chardy           |
| 32 | 35 | Julien Benneteau      | 1.075  | 90                  | 90             | 1.075         | Tercera ronda, perdió con Janko Tipsarević [8]    |

#### Jugadores retirados (cuadro individual masculino)
| Rank | Jugador      | Puntos | Puntos por defender | Puntos ganados | Nuevos puntos | Se retiró debido a   |
| ---- | ------------ | ------ | ------------------- | -------------- | ------------- | -------------------- |
| 4    | Rafael Nadal | 6.600  | 1.200               | 0              | 5.400         | Virus estomacal      |
| 13   | John Isner   | 2.215  | 90                  | 0              | 2.125         | Lesión en la rodilla |
| 27   | Mardy Fish   | 1.255  | 45                  | 0              | 1.210         | Razones de salud     |

### Cuadro individual femenino
| Sd | Rk | Jugadora                  | Puntos | Puntos por defender | Puntos ganados | Nuevos puntos | Ronda hasta la que avanzó en el torneo             |
| -- | -- | ------------------------- | ------ | ------------------- | -------------- | ------------- | -------------------------------------------------- |
| 1  | 1  | Victoria Azarenka         | 10.325 | 2.000               | 2.000          | 10.325        | Campeona, Ganó en la Final sobre Li Na [6]         |
| 2  | 2  | María Sharápova           | 10.045 | 1.400               | 900            | 9.545         | Semifinalista, perdió con Li Na [6]                |
| 3  | 3  | Serena Williams           | 9.750  | 280                 | 500            | 9.970         | Cuartos de final, perdió con Sloane Stephens [29]  |
| 4  | 4  | Agnieszka Radwańska       | 7.750  | 500                 | 500            | 7.750         | Cuartos de final, perdió con Li Na [6]             |
| 5  | 5  | Angelique Kerber          | 5.575  | 160                 | 280            | 5.695         | Cuarta ronda, perdió con Yekaterina Makarova [19]  |
| 6  | 6  | Li Na                     | 5.135  | 280                 | 1.400          | 6.255         | Finalista, perdió con Victoria Azarenka [1]        |
| 7  | 7  | Sara Errani               | 5.100  | 500                 | 5              | 4.605         | Primera ronda, perdió con Carla Suárez Navarro     |
| 8  | 8  | Petra Kvitová             | 5.085  | 900                 | 100            | 4.285         | Segunda ronda, perdió con Laura Robson             |
| 9  | 9  | Samantha Stosur           | 4.135  | 5                   | 100            | 4.230         | Segunda ronda, perdió con Zheng Jie                |
| 10 | 10 | Caroline Wozniacki        | 3.765  | 500                 | 280            | 3.545         | Cuarta ronda, perdió con Svetlana Kuznetsova       |
| 11 | 11 | Marion Bartoli            | 3.740  | 160                 | 160            | 3.740         | Tercera ronda, perdió con Yekaterina Makarova [19] |
| 12 | 12 | Nadia Petrova             | 3.040  | 100                 | 5              | 2.945         | Primera ronda, perdió con Kimiko Date-Krumm        |
| 13 | 13 | Ana Ivanović              | 2.841  | 280                 | 280            | 2.841         | Cuarta ronda, perdió con Agnieszka Radwańska [4]   |
| 14 | 14 | Maria Kirilenko           | 2.570  | 160                 | 280            | 2.690         | Cuarta ronda, perdió con Serena Williams [3]       |
| 15 | 15 | Dominika Cibulková        | 2.695  | 100                 | 100            | 2,695         | Segunda ronda, perdió con Valeria Savinykh [Q]     |
| 16 | 16 | Roberta Vinci             | 2.525  | 100                 | 160            | 2.585         | Tercera ronda, perdió con Yelena Vesnina           |
| 17 | 17 | Lucie Šafářová            | 2.065  | 5                   | 100            | 2.160         | Segunda ronda, perdió con Bojana Jovanovski        |
| 18 | 18 | Julia Görges              | 1.965  | 280                 | 280            | 1.965         | Cuarta ronda, perdió con Li Na [6]                 |
| 19 | 19 | Yekaterina Makarova       | 1.881  | 500                 | 500            | 1.881         | Cuartos de final, perdió con María Sharápova [2]   |
| 20 | 20 | Yanina Wickmayer          | 1.680  | 5                   | 160            | 1.835         | Tercera ronda, perdió con Maria Kirilenko [14]     |
| 21 | 21 | Varvara Lepchenko         | 1.835  | 60                  | 100            | 1.870         | Segunda ronda, perdió con Yelena Vesnina           |
| 22 | 22 | Jelena Janković           | 1.751  | 280                 | 160            | 1.631         | Tercera ronda, perdió con Ana Ivanović [13]        |
| 23 | 23 | Klára Zakopalová          | 1.705  | 5                   | 100            | 1.800         | Segunda ronda, perdió con Kirsten Flipkens         |
| 24 | 24 | Anastasiya Pavliuchenkova | 1.690  | 100                 | 5              | 1.595         | Primera ronda, perdió con Lesia Tsurenko [Q]       |
| 25 | 25 | Venus Williams            | 1.650  | 0                   | 160            | 1.810         | Tercera ronda, perdió con María Sharápova [2]      |
| 26 | 26 | Hsieh Su-wei              | 1.636  | 40                  | 100            | 1.696         | Segunda ronda, perdió con Svetlana Kuznetsova      |
| 27 | 27 | Sorana Cîrstea            | 1.565  | 160                 | 160            | 1.565         | Tercera ronda, perdió con Li Na [6]                |
| 28 | 28 | Yaroslava Shvedova        | 1.583  | 2                   | 5              | 1.586         | Primera ronda, perdió con Annika Beck              |
| 29 | 29 | Sloane Stephens           | 1.666  | 100                 | 900            | 2.466         | Semifinales, perdió con Victoria Azarenka [1]      |
| 30 | 30 | Tamira Paszek             | 1.523  | 5                   | 100            | 1.618         | Segunda ronda, perdió con Madison Keys [WC]        |
| 31 | 31 | Urszula Radwańska         | 1.490  | 100                 | 5              | 1.395         | Primera ronda, perdió con Jamie Hampton            |
| 32 | 32 | Mona Barthel              | 1.380  | 160                 | 5              | 1.225         | Primera ronda, perdió con Ksenia Pervak            |

## Campeones defensores
| Modalidad                   | Campeón 2012                       | Campeón 2013                    |
| Individual masculino        | Novak Djokovic                     | Novak Djokovic                  |
| Individual femenino         | Victoria Azarenka                  | Victoria Azarenka               |
| Dobles masculino            | Leander Paes Radek Štěpánek        | Mike Bryan Bob Bryan            |
| Dobles femenino             | Svetlana Kuznetsova Vera Zvonareva | Sara Errani Roberta Vinci       |
| Dobles mixto                | Bethanie Mattek-Sands Horia Tecau  | Jarmila Gajdošová Matthew Ebden |
| Individual júnior masculino | Luke Saville                       | Nick Kyrgios                    |
| Individual júnior femenino  | Taylor Townsend                    | Ana Konjuh                      |
| Dobles júnior masculino     | Liam Broady Joshua Ward-Hibbert    | Jay Andrijic Bradley Mousley    |
| Dobles júnior femenino      | Gabrielle Andrews Taylor Townsend  | Ana Konjuh Carol Zhao           |

## Invitados
| - James Duckworth - John Millman - Ben Mitchell - Luke Saville - John-Patric Smith - Josselin Ouanna - Rhyne Williams - Wu Di | - Ashleigh Barty - Bojana Bobusic - Jarmila Gajdosova - Caroline Garcia - Sacha Jones - Madison Keys - Olivia Rogowska - Zhang Yuxuan |

| - Matthew Barton / John Millman - Alex Bolt / Greg Jones - James Duckworth / Chris Guccione - Samuel Groth / Matt Reid - Minos Kokkinakis / Andrew Harris - John Peers / John-Patrick Smith - Danai Udomchoke / Jimmy Wang | - Monique Adamczak / Stephanie Bengson - Ashleigh Barty / Casey Dellaqua - Cara Black / Anastasia Rodionova - Bojana Bobusic / Jessica Moore - Han Xinyun / Zhou Yimiao - Viktorija Rajicic / Storm Sanders - Arina Rodionova / Olivia Rogowska |

### Dobles mixto
- Ashleigh Barty /  Jack Sock
- Cara Black /  Paul Hanley
- Bojana Bobusic /  Chris Guccione
- Casey Dellacqua /  John-Patrick Smith
- Jarmila Gajdosova /  Matthew Ebden
- Olivia Rogowska /  Marinko Matosevic
- Samantha Stosur /  Luke Saville

## Clasificados
| 1. Maxime Authom 2. Jamie Baker 3. Ruben Bemelmans 4. Ričardas Berankis 5. Alex Bogomolov, Jr. 6. Daniel Brands 7. Arnau Brugués-Davi 8. Steve Johnson 9. Adrian Mannarino 10. Adrián Menéndez 11. Daniel Muñoz de la Nava 12. Rajeev Ram 13. Julian Reister 14. Dudi Sela 15. Cedrik-Marcel Stebe 16. Amir Weintraub Lucky Losers 1. Tim Smyczek | 1. Akgul Amanmuradova 2. Gréta Arn 3. Vesna Dolonc 4. Vera Dushevina 5. Daria Gavrilova 6. Maria João Koehler 7. Karin Knapp 8. Luksika Kumkhum 9. Michelle Larcher de Brito 10. Valeria Savinyj 11. Lesia Tsurenko 12. Chan Yung-jan |